# Silke Ruthenberg
Silke Ruthenberg (* 1967 in München) ist eine deutsche Autorin und Tierrechtsaktivistin.

## Leben
Silke Ruthenberg studierte Politik und Rechtswissenschaften, bevor sie sich 1988 der neugegründeten Organisation Animal Peace anschloss. Seit 1993 ist sie die Vorsitzende des Vereins. Im Rahmen der Öffentlichkeitsarbeit vertrat sie das Tierrecht in Talksendungen und Reportagen auf nahezu allen Kanälen. Ihr Engagement hat dazu beigetragen, das Thema Tierrechte in der Allgemeinheit zu verankern. Das Nachrichtenmagazin Der Spiegel porträtierte sie auf fünf Seiten.  Als Aktivistin hat sie durch ihre teils spektakulären Aktionen, wie die Kampagne „Lieber nackt als Pelze tragen“, internationale Aufmerksamkeit erregt und so das Bewusstsein für Tierrechtsfragen in der Öffentlichkeit geschärft. Sie erwarb sich den Ruf einer engagierten und kompetenten Vertreterin der Tierrechtsidee. Silke Ruthenberg ist Autorin mehrerer Bücher und zahlreicher Artikel und Abhandlungen zum Thema Tierethik.

## Sonstiges
Ruthenberg lebt mit ihrem Sohn in München.

## Veröffentlichungen
- 2024: Am Anfang war das Wort : über die Unterjochung der Tiere und die Ethik ihrer Befreiung, ISBN  	978-3-7583-6497-6
- 2022: Übertiere: Enzyklopädie über die Gefühle und Gedanken der Tiere von der Ameise bis zum Artgenossen., ISBN 978-3-7568-2824-1
- 2022: Und die Treue sie ist doch kein leerer Wahn: Brandreden für Tiere., ISBN 978-3-7568-2101-3
- 2018: Wer bist Du?: Über die Gefühle und Gedanken der Tiere., ISBN 978-3-7528-5842-6
- 2009: Die Gefühle und Gedanken der Tiere. 1. Edition, Animal Peace Verlag, ISBN 978-3-9811738-2-6
- 2007: Viva Vegan Basics: Fakten und mehr über eine moderne Lebensphilosophie. 1. Edition, Animal Peace Verlag, ISBN 978-3-9811738-1-9
- 1997 (mit Ronald Tietjen): Viva vegan ohne Grenzen – 111 internationale Gerichte. Okapi-Verlag, ISBN 3-930424-03-7
- 1996 (mit Harald Kirdorf): Viva Vegan. Das rein vegetarische Kochbuch. Okapi-Verlag, ISBN 3-930424-00-2.